# Leck
«Leck» — песня рэп-исполнителей Моргенштерна, Imanbek и Fetty Wap, выпущенная 30 апреля 2021 года в качестве сингла на лейбле Effective Records и спродюсированная самим Imanbek и битмейкером Tzukush. Первая версия «Leck», в которой отсутствовала часть Моргенштерна, была опубликована в декабре 2020 года как ремейк трека «Leak» артистов Shahar Saul и Tzukush.

## История
По инициативе KDDK, главы лейбла Effective Records, и казахского продюсера Imanbek 4 декабря 2020 года состоялся релиз ремастера композиции израильских исполнителей Shahar Saul и Tzukush «Leak». Принять участие в записи песни, получившей название «Leck», был приглашён американский рэпер Fetty Wap.
22 апреля 2021 года Моргенштерн выложил Instagram-сторис, в которой написал следующее: «Сегодня четверг. Если вы вдруг не знали, сегодня день музыкальных релизов. И в полночь я вас обрадую». Затем артист опубликовал в назначенное время в своём Instagram-аккаунте пост, где представил сниппет «Leck» и заявил, что релиз песни состоится через неделю.
30 апреля 2021 года выходит новая версия «Leck», отличающаяся от предыдущей появлением куплета от Моргенштерна и бриджа, который он исполнил на мотив «Калинки» — русской песни, написанной Иваном Петровичем Ларионовым. Первая версия композиции была удалена со стриминговых сервисов на территории России.
14 мая 2021 года был опубликован официальный плейлист Чемпионата Европы по футболу 2020 года, в который «Leck» вошёл наряду с синглом 10AGE «Нету интереса». Однако спустя несколько часов после обнародования трек-листа обе песни были удалены УЕФА за присутствие в них обсценной лексики.

## Отзывы
Владислав Шеин, рецензент интернет-издания «ТНТ Music», сравнивая новую версию «Leck» со старой, назвал её «более звёздным вариантом хукового трека», обратив внимание на появление бриджа и стиль, которым Моргенштерн исполнил его. Другой обозреватель этого портала, Руслан Тихонов, наименовал бридж «издевательским», подметив, что данный ход «определённо цепляет и придаёт дэнс-треку диковинного разнообразия». Также Руслан заявил, что, несмотря на вышеперечисленное, «Leck» имеет «излишне преклонительное перед Западом» звучание, добавив, что если это не брать в расчёт, то выходит «забавно».

## Чарты
| Чарт (2021)                   | Высшая позиция |
| ----------------------------- | -------------- |
| Москва (Apple Music)          | 1              |
| Россия (ВКонтакте)            | 1              |
| Россия (СберЗвук)             | 4              |
| Россия (BOOM)                 | 1              |
| Россия (Spotify)              | 3              |
| Россия (YouTube Music)        | 1              |
| Санкт-Петербург (Apple Music) | 1              |
| Top YouTube Hits (Tophit)     | 3              |